# Baburiwa
Baburiwa (Barua), papuansko pleme u planinama zapadno od rijeke Mamberamo, u kraju južno od jezera Danau Bira (Lake Holmes) na zapadu Nove Gvineje, Indonezija. Populacija iznosi 400 do 450 (1987 D. L. Martin RBMU), odnosno 530 (2000 WCD). Lovci i sakupljači. Imaju nekoliko sela: Kustera, Eri. Govore jezikom eritai, članom porodice Geelvink Bay. Ostali nazivi: editode edai, erai, eri, barua, baburiwa, babiruwa, babruwa, babrua, aliki, haya.

## Vanjske poveznice
- Eritai  Arhivirana inačica izvorne stranice od 15. svibnja 2008. (Wayback Machine)
- Baburiwa, Barua of Indonesia